# Najibabad
Najibabad är en stad i den indiska delstaten Uttar Pradesh, och tillhör distriktet Bijnor. Folkmängden uppgick till 88 535 invånare vid folkräkningen 2011, med förorter 96 382 invånare.